# Communauté d'agglomération La Riviéra du Levant
La communauté d'agglomération La Riviera du Levant est une communauté d'agglomération française située au sud de la Grande-Terre en Guadeloupe, qui est à la fois une région d'outre-mer et un département d'outre-mer (code 971) français.

## Historique
Elle est créée le 1er janvier 2014.

## Territoire communautaire

### Composition
La communauté d'agglomération est composée des 4 communes suivantes :

| Nom               | Code Insee | Gentilé            | Superficie (km2) | Population (dernière pop. légale) | Densité (hab./km2) |
| ----------------- | ---------- | ------------------ | ---------------- | --------------------------------- | ------------------ |
| Le Gosier (siège) | 97113      | Gosiériens         | 45,2             | 27 205 (2022)                     | 602                |
| La Désirade       | 97110      | Désiradiens        | 21,12            | 1 349 (2022)                      | 64                 |
| Saint-François    | 97125      | Saint-Franciscains | 61               | 13 249 (2022)                     | 217                |
| Sainte-Anne       | 97128      | Sainte-Annais      | 80,29            | 24 415 (2022)                     | 304                |

### Démographie
| 1967   | 1974   | 1982   | 1990   | 1999   | 2009   | 2014   | 2020   |
| ------ | ------ | ------ | ------ | ------ | ------ | ------ | ------ |
| 33 808 | 34 966 | 37 781 | 47 219 | 58 049 | 66 127 | 68 185 | 64 939 |

## Administration

### Siège
Le siège de la communauté d'agglomération est situé au Gosier.

### Élus
La communauté d'agglomération est administrée par son conseil communautaire, composé de conseillers communautaires représentant chacune des quatre communes membres. À la suite des élections municipales et communautaires de mars 2020, le conseil communautaire est composé de 41 membres répartis comme suit :
| Nombre de conseillers | Communes       |
| --------------------- | -------------- |
| 17                    | Le Gosier      |
| 15                    | Sainte-Anne    |
| 8                     | Saint-François |
| 1                     | La Désirade    |

### Présidence
| Période         | Période              | Identité           | Étiquette      | Qualité                                                                          |
| --------------- | -------------------- | ------------------ | -------------- | -------------------------------------------------------------------------------- |
| janvier 2014    | 14 juillet 2020      | Jean-Pierre Dupont | GUSR           | Maire du Gosier (2001 → 2020) Conseiller régional de la Guadeloupe (2004 → 2015) |
| 15 juillet 2020 | 21 mars 2024 (décès) | Cédric Cornet      | SE (GUSR app.) | Conseiller régional de la Guadeloupe (2015 → 2018) Maire du Gosier (2020 → 2024) |
| 3 avril 2024    | En cours             | Loïc Tonton        | SE             | Maire de La Désirade (2020 → )                                                   |

### Régime fiscal et budget
Le régime fiscal de la communauté d'agglomération est la fiscalité professionnelle unique (FPU).